# نبيل يعقوب الحمر
نبيل يعقوب الحمر إعلامي بحريني، عين مستشاراً للملك حمد بن عيسي آل خليفة ملك مملكة البحرين لشؤن الإعلام، كما شغل منصب وزير الإعلام من 2001م إلى عام 2005م. يملك صحيفة الأيام البحرينية التي أسسها في مارس عام 1989م، وهو مؤسس ورئيس مجلس الإدارة ورئيس تحرير تلك الصحيفة.

## العمل والمناصب
- وزير الإعلام في مملكة البحرين من 2001م إلى عام 2005م.[3]
- مستشار ملك البحرين لشؤون الإعلام منذ عام 2005م.[4]
- عين مديرا عاما لوكالة أنباء الخليج من عام 1976م إلى عام 1989م.[5]

## الجوائز والتكريم
- منحه ملك مملكة البحرين «وسام البحرين من الدرجة الأولى» عام 2015م.[6]
- حصل على جائزة «شخصية العام الإعلامية» من جائزة الصحافة العربية عام 2018م.[7]